# Hendrik Anton Cornelius Fabius
Hendrik Anton Cornelius Fabius, nizozemski general, * 1878, † 1957.